# Perrysburg (New York)
Pour les articles homonymes, voir Perrysburg.
Perrysburg est une localité américaine située dans l'ouest de l'État de New York, dans le comté de Cattaraugus. Elle compte 1 626 habitants.
Fondée en 1814, la municipalité est nommée en l'honneur du commodore Oliver Hazard Perry.